# لئونارد ویلیام رابرتز اسمیت
لئونارد ویلیام رابرتز اسمیت (انگلیسی: Len Roberts-Smith؛ زادهٔ ۲۵ اکتبر ۱۹۴۶) فرد نظامی اهل استرالیا است.